# ゲオルク・シュテラー
- ゲオルク・シュテラー
- ゲオルク・ステラー

ゲオルク・ヴィルヘルム・シュテラー（Georg Wilhelm Steller, 1709年3月10日 - 1746年11月14日）は、ドイツ出身のロシア帝国の博物学者、探検家、医師である。姓はステラーと表記している場合もある。

## 履歴
1709年音楽教師の息子としてドイツに生まれる。説教師を勤める傍ら、ハレ大学（現マルティン・ルター大学ハレ・ヴィッテンベルク）で神学、哲学、医学、自然科学を修める。1741年7月4日、ヴィトゥス・ベーリングに従い、カムチャツカ、アリューシャン諸島、アラスカなどを探検する航海に同行。探検船がコマンドル諸島の無人島（その後、ベーリング島と命名された）で難破し、隊長のベーリングが病死した後は、自ら隊長となって生き残りの船員を指揮し、無人島からの脱出・ペトロパヴロフスク・カムチャツキーへの生還を果たした。しかし、1746年、ペテルブルクへ戻る途中のチュメニの地で病死した。

## 出版物 とその影響
死後、遺稿のなかから『ベーリング海の海獣調査』『カムチャッカ誌』『ベーリング島誌』などが刊行された。この中で、船員らの態度などが辛辣な表現が多く書かれているのは、本人が校正していないためである。シュテラー（および乗組員）が発見し、書籍により存在が伝えられることとなったステラーカイギュウ、メガネウは、皮肉なことに二種ともにシュテラーの報告がもとで乱獲の対象となり、ステラーカイギュウは1768年、メガネウは1852年頃に絶滅した。そのため、彼の書籍が唯一のステラーカイギュウの生態を伝える資料となってしまった。

### 著書の図版

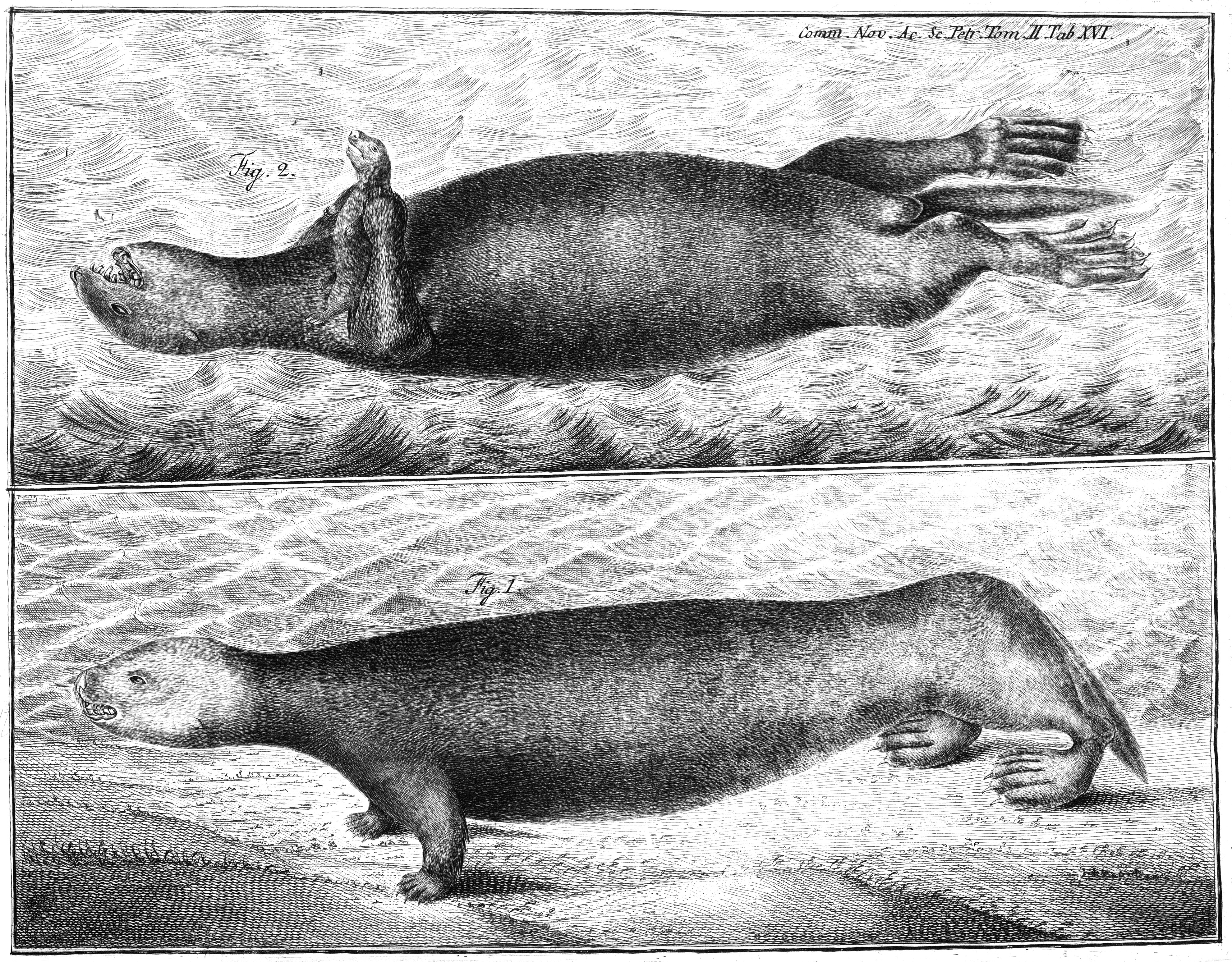
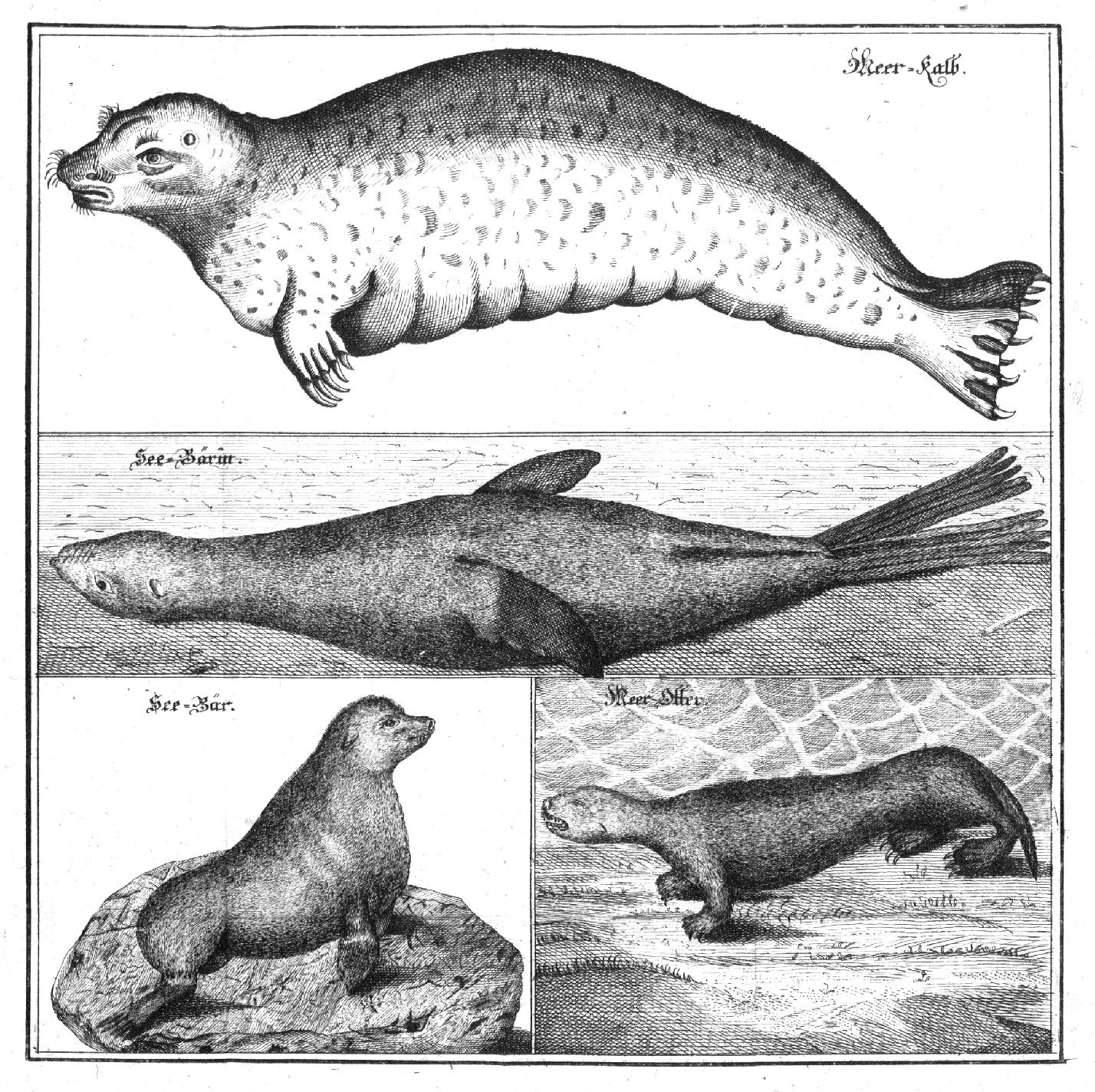
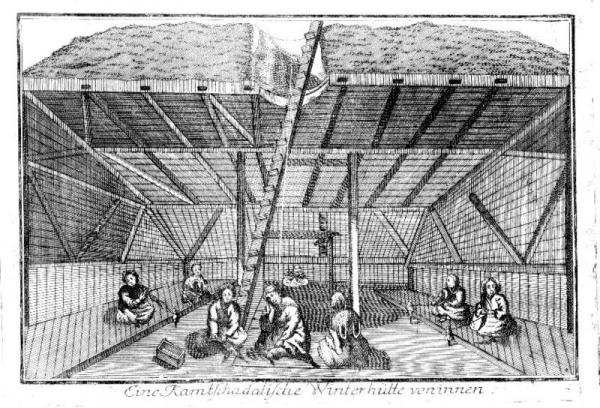

## 日本語訳
- ゲオルク・ヴィルヘルム・シュテラー『カムチャツカからアメリカへの旅』

他にクラシェニンニコフ「カムチヤダールの住民」
加藤九祚訳、河出書房新社〈世界探検全集〉、1978、新版2023